# Маріон (Луїзіана)
Маріон (англ. Marion) — місто (англ. town) в США, в окрузі Юніон штату Луїзіана. Населення — 623 особи (2020).

## Географія
Маріон розташований за координатами 32°53′52″ пн. ш. 92°14′25″ зх. д. / 32.89778° пн. ш. 92.24028° зх. д. (32.897914, -92.240401).  За даними Бюро перепису населення США в 2010 році місто мало площу 8,34 км², з яких 8,31 км² — суходіл та 0,03 км² — водойми.

## Демографія
Згідно з переписом 2010 року, у місті мешкало 765 осіб у 333 домогосподарствах у складі 207 родин. Густота населення становила 92 особи/км².  Було 391 помешкання (47/км²).
Расовий склад населення:
| - 60,3 % — чорних або афроамериканців - 37,8 % — білих |

До двох чи більше рас належало 1,2 %. Частка іспаномовних становила 2,0 % від усіх жителів.
За віковим діапазоном населення розподілялося таким чином: 24,8 % — особи молодші 18 років, 58,5 % — особи у віці 18—64 років, 16,7 % — особи у віці 65 років та старші. Медіана віку мешканця становила 39,2 року. На 100 осіб жіночої статі у місті припадало 81,3 чоловіків;  на 100 жінок у віці від 18 років та старших — 76,4 чоловіків також старших 18 років.
Середній дохід на одне домашнє господарство  становив 34 887 доларів США (медіана — 29 205), а середній дохід на одну сім'ю — 44 985 доларів (медіана — 38 750). За межею бідності перебувало 33,9 % осіб, у тому числі 49,7 % дітей у віці до 18 років та 24,2 % осіб у віці 65 років та старших.
Цивільне працевлаштоване населення становило 256 осіб. Основні галузі зайнятості: освіта, охорона здоров'я та соціальна допомога — 33,2 %, виробництво — 14,1 %, сільське господарство, лісництво, риболовля — 14,1 %.